# Los Angeles Film Critics Association Award alla miglior sceneggiatura
Il Los Angeles Film Critics Association Award alla migliore sceneggiatura (Los Angeles Film Critics Association Award for Best Screenplay) è un premio assegnato annualmente dal 1975 dai membri del Los Angeles Film Critics Association alla migliore sceneggiatura di una pellicola distribuita negli Stati Uniti nel corso dell'anno.

## Albo d'oro

### Anni 1970
- 1975: Joan Tewkesbury - Nashville
- 1976: Paddy Chayefsky - Quinto potere (Network)
- 1977: Woody Allen e Marshall Brickman - Io e Annie (Annie Hall)
- 1978: Paul Mazursky - Una donna tutta sola (An Unmarried Woman)
- 1979: Robert Benton - Kramer contro Kramer (Kramer vs. Kramer)

### Anni 1980
- 1980: John Sayles - Return of the Secaucus 7
- 1981: John Guare - Atlantic City, USA (Atlantic City)
- 1982: Larry Gelbart e Murray Schisgal - Tootsie
- 1983: James L. Brooks - Voglia di tenerezza (Terms of Endearment)
- 1984: Peter Shaffer - Amadeus
- 1985: Terry Gilliam, Charles McKeown e Tom Stoppard - Brazil
- 1986: Woody Allen - Hannah e le sue sorelle (Hannah and Her Sisters)
- 1987: John Boorman - Anni '40 (Hope and Glory)
- 1988: Ron Shelton - Bull Durham - Un gioco a tre mani (Bull Durham)
- 1989: Gus Van Sant e Daniel Yost - Drugstore Cowboy

### Anni 1990
- 1990: Nicholas Kazan - Il mistero Von Bulow (Reversal of Fortune)
- 1991: James Toback - Bugsy
- 1992: David Webb Peoples - Gli spietati (Unforgiven)
- 1993: Jane Campion - Lezioni di piano (The Piano)
- 1994: Quentin Tarantino e Roger Avary - Pulp Fiction
- 1995: Emma Thompson - Ragione e sentimento (Sense and Sensibility)
- 1996: Joel Coen e Ethan Coen - Fargo
- 1997: Curtis Hanson e Brian Helgeland - L.A. Confidential
- 1998: Warren Beatty e Jeremy Pikser - Bulworth - Il senatore (Bulworth)
- 1999: Charlie Kaufman - Essere John Malkovich (Being John Malkovich)

### Anni 2000
- 2000: Kenneth Lonergan - Conta su di me (You Can Count on Me)
- 2001: Christopher Nolan - Memento
- 2002: Alexander Payne e Jim Taylor - A proposito di Schmidt (About Schmidt)
- 2003: Shari Springer Berman e Robert Pulcini - American Splendor
- 2004: Alexander Payne e Jim Taylor - Sideways - In viaggio con Jack (Sideways)
- 2005:
  - Dan Futterman - Truman Capote - A sangue freddo (Capote)
  - Noah Baumbach - Il calamaro e la balena (The Squid and the Whale)
- 2006: Peter Morgan - The Queen - La regina (The Queen)
- 2007: Tamara Jenkins - La famiglia Savage (The Savages)
- 2008: Mike Leigh - La felicità porta fortuna - Happy Go Lucky (Happy-Go-Lucky)
- 2009: Jason Reitman e Sheldon Turner - Tra le nuvole (Up in the Air)

### Anni 2010
- 2010: Aaron Sorkin - The Social Network
- 2011: Asghar Farhadi - Una separazione (Jodāyi-e Nāder az Simin)
- 2012: Chris Terrio - Argo
- 2013: Richard Linklater, Ethan Hawke e Julie Delpy - Before Midnight
- 2014: Wes Anderson - Grand Budapest Hotel (The Grand Budapest Hotel)
- 2015: Tom McCarthy e Josh Singer - Il caso Spotlight (Spotlight)
- 2016: Yorgos Lanthimos ed Euthymīs Filippou - The Lobster
- 2017: Jordan Peele - Scappa - Get Out (Get Out)
- 2018: Nicole Holofcener e Jeff Whitty - Copia originale (Can You Ever Forgive Me?)[1][2]
- 2019: Noah Baumbach - Storia di un matrimonio (Marriage Story)[3]

### Anni 2020
- 2020: Emerald Fennell - Una donna promettente (Promising Young Woman)[4]
- 2021: Ryūsuke Hamaguchi e Takamasa Ōe - Drive My Car[5]